# 高家水库
高家水库是中国福建省南平市光泽县寨里镇境内的一座水库，位于富屯溪支流北溪上，建于1980年。水库正常库容为2675万立方米，集雨面积为180平方千米，海拔为126.2米。